# Walter Heitler

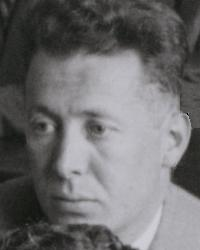
Walter Heitler, 1937

Walter Heinrich Heitler (geboren 2. Januar 1904 in Karlsruhe; gestorben 15. November 1981 in Zürich) war ein aus Deutschland vertriebener Physiker.

## Laufbahn
Walter Heitler war ein Sohn des aus Böhmen stammenden Ingenieurs und Professors an der Baugewerkeschule Karlsruhe Adolf Heitler (1862–1937) und der Ottilie Rudolf (1876–1972), er hatte zwei Geschwister. Heitler machte das Abitur am humanistischen Großherzoglichen Gymnasium und studierte ab 1922 theoretische Physik an der Technischen Hochschule Karlsruhe, der Friedrich-Wilhelms-Universität zu Berlin und ab 1924 der Ludwig-Maximilians-Universität München. Zu seinen Lehrern in München gehörte unter anderem auch Arnold Sommerfeld. 1926 promovierte er bei Karl Ferdinand Herzfeld in München. Die Dissertation wurde unter dem Titel Zwei Beiträge zur Theorie konzentrierter Lösungen in den Annalen der Physik veröffentlicht. Von 1926 bis 1927 war er als Stipendiat der Rockefeller Foundation am Institut für Theoretische Physik der Universität Kopenhagen bei Niels Bohr tätig und anschließend bei Erwin Schrödinger an der Universität Zürich. Gemeinsam mit Fritz London legte er 1927 in Zürich ein Modell für die kovalente Bindung im Wasserstoff-Molekül vor, mit dem die Grundlage für die Valenzstrukturtheorie der Quantenchemie gelegt wurde. Diese Arbeit beeinflusste auch den jungen Linus Pauling, der zu dieser Zeit als Guggenheim-Stipendiat bei Schrödinger arbeitete. Die quantenmechanische Beschreibung chemischer Bindungen wurde zu einem Hauptforschungsgebiet Heitlers. 1929 ging Heitler als Privatdozent zu Max Born an die Universität Göttingen.
Nach der Machtergreifung der Nationalsozialisten wurde Heitler als Jude entlassen und emigrierte noch 1933 nach Großbritannien. Heitler fand auf Vermittlung Borns eine Stelle als wissenschaftlicher Mitarbeiter an der Universität Bristol bei Nevill Francis Mott. 1934 war er mit dem ebenfalls emigrierten Hans Bethe an der Entwicklung der Theorie der Bremsung von Elektronen (Bremsstrahlung, Bethe-Heitler-Formel) durch Materie beteiligt. In den 1930er Jahren publizierte er Arbeiten zur Quantentheorie der Strahlung und zur kosmischen Strahlung. 1940 wurde Heitler für einige Monate als Enemy Alien auf der Isle of Man interniert. Im Deutschen Reich wurde er 1940 ausgebürgert. 
1941 wurde er Professor am Dublin Institute for Advanced Studies. Die Stelle war ihm durch den mittlerweile dort tätigen Schrödinger vermittelt worden. 1946 erhielt er die irische Staatsbürgerschaft. 1949 wurde er als Professor an die Universität Zürich berufen; dort war er bis 1974 Direktor des Instituts für theoretische Physik.
Seit 1960 arbeitete er verstärkt über philosophische und ethische Probleme naturwissenschaftlicher Forschung. In seinen Veröffentlichungen versuchte er, anhand von Beispielen aus Mathematik, Physik, Biologie und Psychologie die sinnliche Erfahrungswelt für die übersinnliche, geistige oder transzendente Welt durchsichtig zu machen. Insbesondere in seiner Schrift Die Natur und das Göttliche wandte er sich dabei auch an ein breites Leserpublikum. Von seiner christlichen Überzeugung her war es ihm ein zentrales Anliegen, Beziehungen zwischen der physischen Erfahrungswelt und der metaphysischen Offenbarungswelt anhand von Texten aus dem Alten und Neuen Testament aufzudecken.

## Auszeichnungen
Heitler wurde 1948 als Mitglied („Fellow“) in die Royal Society aufgenommen. 1954 erhielt er einen Ehrendoktortitel der National University of Ireland. Auch die Universität Göttingen und die Universität Uppsala verliehen ihm einen Ehrendoktortitel. 1968 wurde er mit der Max-Planck-Medaille der Deutschen Physikalischen Gesellschaft ausgezeichnet, im gleichen Jahr wurde er zum Mitglied der Leopoldina gewählt. 1969 erhielt er den Marcel-Benoist-Preis. 1977 erhielt er die Goldene Medaille der Humboldt-Gesellschaft.

## Schriften
- The Quantum Theory of Radiation (London: Oxford University Press, 1949).
- Elementare Wellenmechanik. Mit Anwendungen auf die Quantenchemie, 2. Auflage (Braunschweig: Vieweg, 1961).
- Der Mensch und die naturwissenschaftliche Erkenntnis (Braunschweig: Vieweg, 1970), ISBN 3-528-07116-8.
- Naturphilosophische Streifzüge (Braunschweig: Vieweg, 1970), ISBN 3-528-08284-4.
- Naturwissenschaft ist Geisteswissenschaft (Zürich: Die Waage, 1972).
- Wahrheit und Richtigkeit in den exakten Wissenschaften (Wiesbaden: Steiner, 1972).
- Die Natur und das Göttliche (Zug: Klett und Balmer, 1974), ISBN 3-7206-9001-6.
- Gottesbeweise? und weitere Vorträge (Zug: Klett und Balmer, 1977), ISBN 3-264-90100-3.